# Бойкий (миноносец)
«Бо́йкий» — эскадренный миноносец типа «Буйный».

## Строительство
В 1901 году миноносец «Бойкий» был зачислен в списки судов Балтийского флота, в июне заложен на судоверфи Невского судостроительного и механического завода в Санкт-Петербурге, спущен на воду 11 августа 1901 года, вступил в строй 5 июля 1902 года.

## Служба
16 октября 1902 года совместно с миноносцем «Бурный» отправился из Кронштадта в Порт-Артур. В Балтийском море корабли попали в сильный шторм, после чего направились в Либаву для исправления повреждений. В начале ноября миноносцы пришли в Киль, застав там следовавший на Дальний Восток отряд кораблей под начальством контр-адмирала Э. А. Штакельберга. «Бойкий» находился последовательно под командой капитана 2-го ранга Симона, капитана 2-го ранга Цвигмана, лейтенанта Подъяпольского, Г. О. Гадда 1-го и М. А. Беренса 2-го.
В начале декабря миноносец присоединился к отряду контр-адмирала Э. А. Штакельберга, который выделил для их сопровождения крейсер «Богатырь». У Перима на «Бойком» лопнули водогрейные трубки в двух котлах и в Порт-Артур он был притащен «Богатырём» на буксире 14 мая 1903 года. Сразу после прибытия в Порт-Артур «Бойкий» был поставлен на длительный ремонт.
Начало Русско-японской войны миноносец встретил в ремонте. В апреле 1904 года «Бойкий» был перечислен из Первого отряда миноносцев во Второй. 12 мая все работы приостановили и миноносец направили сопровождать канонерскую лодку «Бобр» в Дальний для обстрела неприятельских позиций, причём командир миноносца имел распоряжение уничтожить корабль при невозможности прорваться обратно в порт. Через некоторое время корабли беспрепятственно вернулись в гавань.
В июне «Бойкий» принял активное участие в боевых действиях, занимаясь тралением и минными постановками. 10 июня «Бойкий» вместе с Первым отрядом миноносцев участвовал в бою с японскими истребителями.
После боя в Жёлтом море 28 июля миноносец остался при эскадре и вернулся в Порт-Артур. С 12 августа корабль, поступивший в распоряжение заведующего подвижной минной обороной, нёс сторожевую службу по охране рейда и участвовал в минных постановках. Перед сдачей Порт-Артура, 19 декабря миноносец прорвался в Чифу и там был интернирован до окончания военных действий.

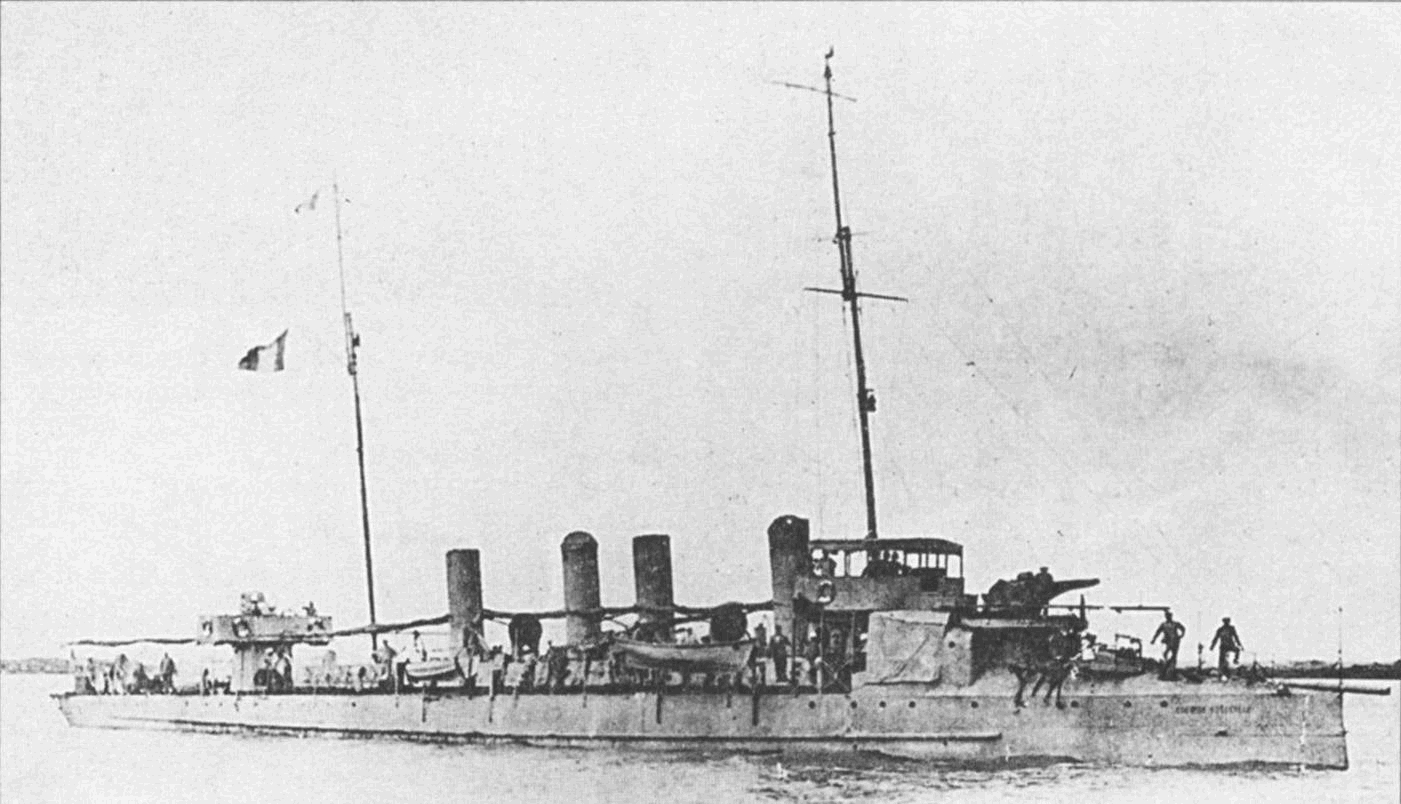
«Бойкий» под французским флагом

С 22 января 1905 года «Бойкий» входил в состав Сибирской флотилии. В 1909 году прошел капитальный ремонт корпуса и механизмов с перевооружением.
С началом Первой мировой войны сдан в порт. Осенью 1917 года вместе с эсминцем «Грозный» ушёл в заграничное учебное плавание, сопровождая вспомогательный крейсер «Орёл» с гардемаринами на борту. 12 декабря 1917 года вошел в состав Красной Сибирской флотилии. С весны 1918 года находился во Владивостокском военном порту на хранении. В это время «Бойкий» стоял под французским флагом и именовался «Quentin Roosewelt» в память сына президента США, погибшего в Первой мировой войне.
После освобождения Владивостока от интервентов миноносец «Бойкий» в строй уже не вводился. 30 ноября 1922 года сдан Комгосфондов для реализации и 21 ноября 1925 года исключён из списков судов РККФ.

## Командиры
- Георгий Оттович Гадд (кратковременно командовал миноносцем в 1904 году)
- Михаил Андреевич Беренс (командовал миноносцем с 7 ноября по 20 декабря 1904 года)